# Metzeler
Metzeler je njemačka tvrtka za proizvodnju motociklističkih guma osnovana 1863. godine. Metzeler je izvorno proizvodio različite proizvode od gume i plastike, a 1890. godine proširio se na proizvodnju za avijaciju i proizvodnju automobilskih i motociklističkih guma 1892. god. Tvrtka je razorena tijekom Drugog svjetskog rata i ponovo izgrađena nakon rata. Tijekom 1950-tih i 1960-tih godina američki distributer Metzeler guma bio je Berliner Motor Corporation. Od 1979. godine Metzeler se usredotočio samo na proizvodnju motociklističkih guma, a 1979. godine preuzela ga je tvrtka Pirelli. 